# Swisscanto
Swisscanto ist eine Produktmarke für Anlagefonds- und Vorsorgelösungen im Konzern der Zürcher Kantonalbank.
Seit 2014 ist der Konzern Alleineigentümer der Swisscanto Holding AG, der Muttergesellschaft der 100-prozentigen Unternehmenstöchter Swisscanto Fondsleitung AG und Swisscanto Asset Management International SA.
Die Unternehmensgruppe beschäftigt 270 Mitarbeitende und verwaltet ein Vermögen von rund 300 Milliarden Franken.

## Tätigkeitsgebiet
Unter der Produktmarke Swisscanto bietet die Zürcher Kantonalbank umfassende Produkte und Dienstleistungen im Anlage- und Vorsorgebereich für Private und Institutionelle an.

## Geschichte
Die Swisscanto Holding wurde 1993 als Dachgesellschaft für sämtliche gemeinschaftlich geführten Asset-Management- und Vorsorgegeschäfte der Schweizer Kantonalbanken gegründet. Ihre Wurzeln liegen somit in den bereits zuvor in diesen Bereichen tätigen Gemeinschaftsunternehmen, allen voran in der 1973 gegründeten Swisscanto Anlagestiftung mit Sitz in Zürich sowie der im gleichen Jahr zusammen mit der Versicherungsgesellschaft Helvetia gegründeten Servisa Sammelstiftung mit Sitz in Basel.
Während die Anlagestiftung die kollektive Verwaltung von Vermögen, die ihr von schweizerischen Pensionskassen sowie von Inhabern von Freizügigkeits- und Sparen-3-Konten anvertraut wurden, übernahm, bot die Sammelstiftung Unternehmenskunden Produkte und Dienstleistungen im Bereich der beruflichen Personalvorsorge an.
1983 wurde unter der Beteiligung sämtlicher Kantonalbanken für die Entwicklung und den Vertrieb von Vorsorgeprodukten und Dienstleistungen im Bereich der beruflichen Vorsorge die Swisscanto Vorsorge AG gegründet. Als internationaler Stützpunkt für den internationalen Wertpapierhandel der Kantonalbanken wurde 1987 die Swisscanto Funds Centre Ltd. mit Sitz in London gegründet.
Mit der Gründung der Swisscanto Holding brachten die Kantonalbanken 1993 den grössten Teil ihres Fonds- und Vermögensverwaltungsgeschäftes in die Finanzholding ein, welche fortan als Fondsleitung diente. Im gleichen Jahr wurde die Swisscanto Asset Management AG mit Sitz in Zürich als Spezialistin im Bereich der institutionellen Vermögensverwaltung gegründet.
Seit 2005 treten sämtliche unter dem Dach der Swisscanto Holding vereinten Gemeinschaftswerke der Kantonalbanken unter der gemeinsamen Dachmarke Swisscanto auf.
Am 10. Dezember 2014 haben die Kantonalbanken beschlossen, rückwirkend zum 1. Juli 2014 die Swisscanto-Gruppe durch Verkauf sämtlicher Aktien an die Zürcher Kantonalbank (ZKB) in diese zu überführen.